# 郸城办事处
郸城办事处，1951年由鹿邑、淮阳、沈丘三县析置（县级），治所在郸城集（今河南省郸城县城关镇）。1952年撤销，改设郸城县。 